# Aeroporto de Araguaína
O Aeroporto Regional de Araguaína (IATA: AUX, ICAO: SWGN) é um aeroporto da região norte do pais, localizado no município de Araguaína. Serve à região norte do estado do Tocantins e algumas localidades do sul dos estados do Pará e Maranhão. Em 2013, o Aeroporto foi inaugurado com um novo terminal de passageiros, salas da polícia federal, vigilância sanitária, esteira de bagagem, raio x, balizamento noturno e pátio para aviação geral.
A sala de desembarque possui esteira para restituição de bagagem e carrinhos de bagagem (número limitado). No aeroporto há representação de uma rede nacional de locadoras de veículos, cujo horário de atendimento coincide com a chegada e saída dos voos regulares, que atualmente é feito pela Passaredo Linhas Aéreas.
Há uma lanchonete que atende nos horários de chegada e saída dos voos. O centro da cidade de Araguaína dista cerca de 8 km do aeroporto, havendo disponibilidade de táxi e ônibus urbano.

## Profissionalização
Com o intuito de profissionalizar e melhorar os serviços, no dia 6 de abril de 2015 foi publicada a licitação 002/2015 para contratação de uma empresa especializada. A vencedora da licitação e hoje responsável pelo aeroporto é a empresa ESAERO Airport.

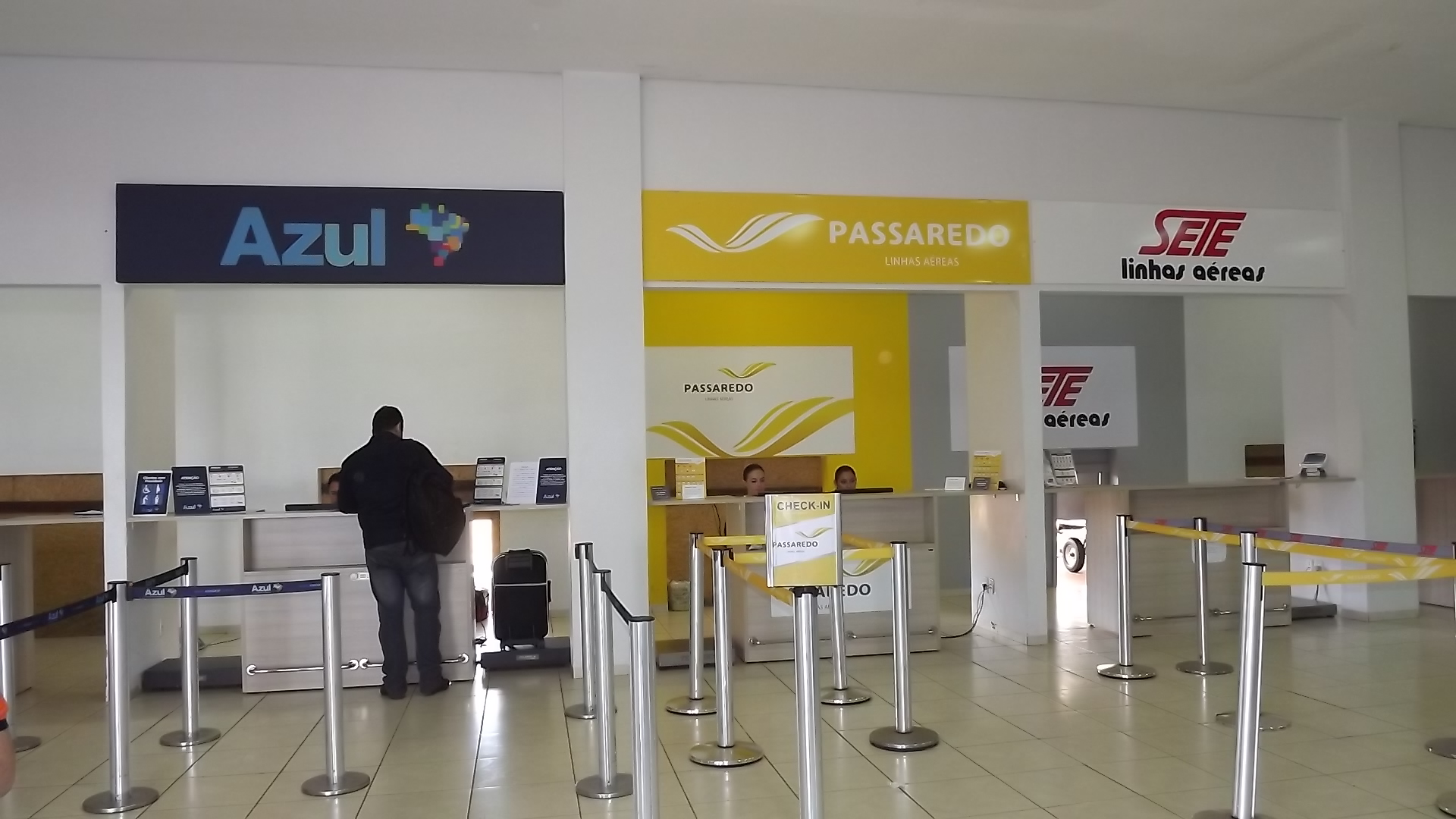
Balcões de check-in

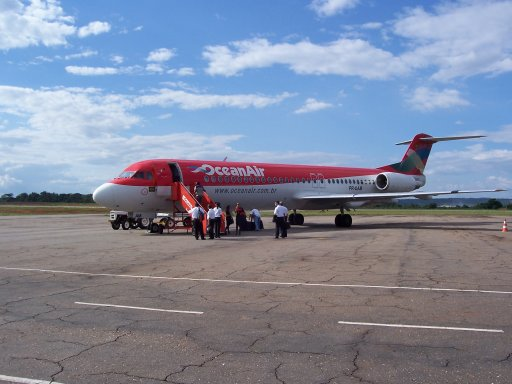
Oceanair MK-28 no aeroporto (2008)

Além disso, dezenas de funcionários do Aeroporto passam por capacitações constantes com técnicos autorizados pela Agência Nacional da Aviação Civil (ANAC), com o objetivo de melhorar o atendimento prestado aos passageiros.

## Infraestrutura

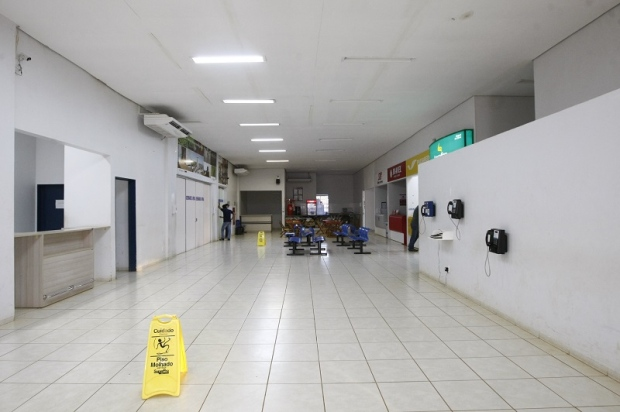
Saguão do Aeroporto de Araguaína e ao fundo a praça de alimentação

Novas instalações do terminal de embarque e desembarque, obras de ampliação da estrutura do pátio de aeronaves e cabeceiras das pistas, mudanças na localização dos hangares, início da duplicação da avenida de acesso ao terminal e ampliação do estacionamento e implantação de terminais de carga.

## Movimento

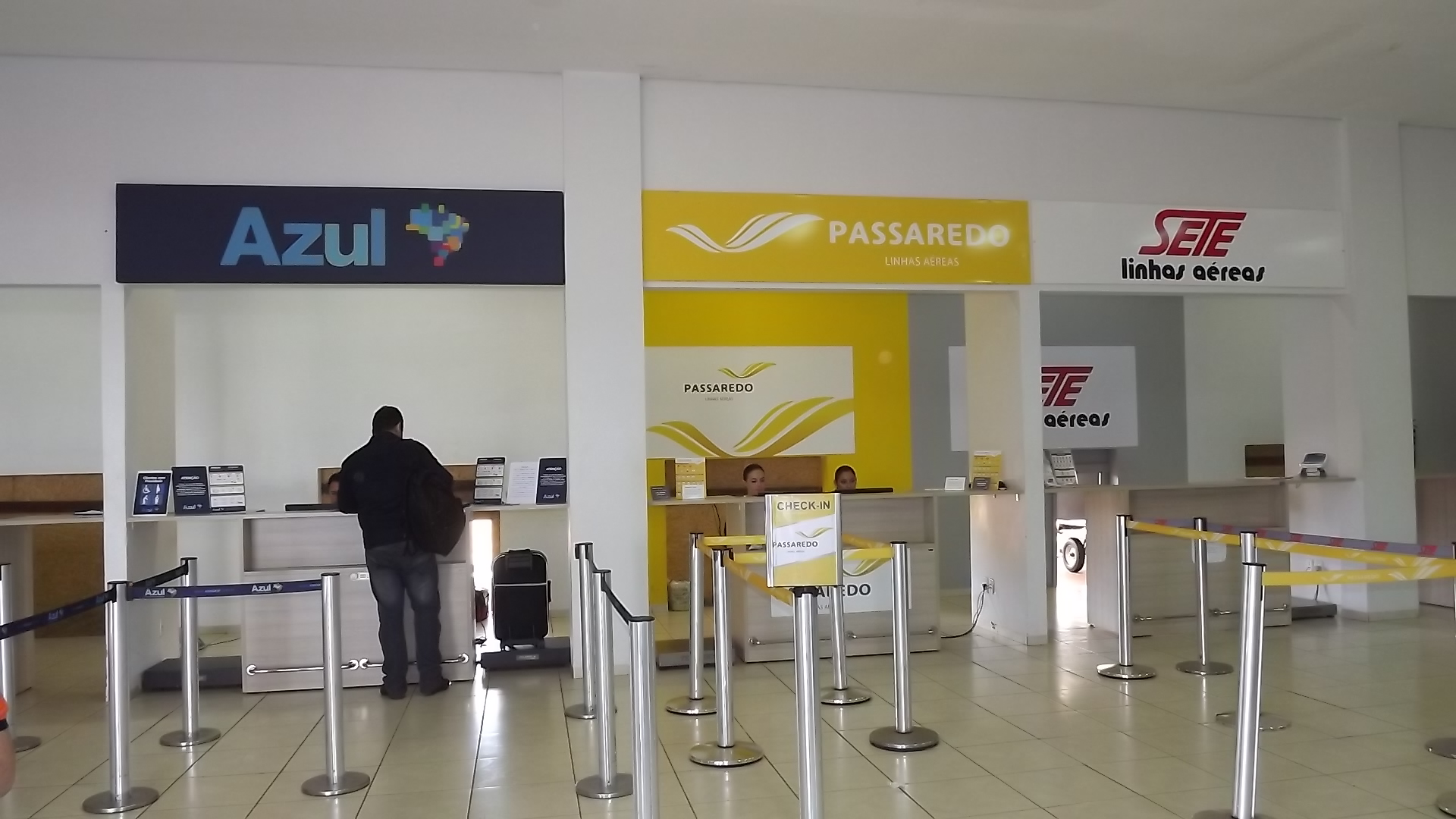
4 Balcões de check-in

| Ano  | Movimento (Passageiros) | Crescimento anual |
| ---- | ----------------------- | ----------------- |
| 2000 | 12.450                  | -                 |
| 2001 | 14.480                  | 16,3%             |
| 2002 | 13.026                  | -10,0%            |
| 2003 | 14.702                  | 12,9%             |
| 2004 | 21.376                  | 45,4%             |
| 2005 | 22.956                  | 7,4%              |
| 2006 | 23.581                  | 2,7%              |
| 2007 | 39.341                  | 66,8%             |
| 2008 | 51.262                  | 30,3%             |
| 2009 | 36.160                  | -29,5%            |
| 2010 | 28.653                  | -20,8%            |
| 2011 | 55.340                  | 93,1%             |
| 2012 | 14.094                  | -74,5%            |
| 2013 | 58.407                  | 314,4%            |
| 2014 | 101.680                 | 74,1%             |
| 2015 | 94.671                  | -6,9%             |
| 2016 | 47.397                  | -49,9%            |
| 2017 | 33.113                  | -30,1%            |
| 2018 | 32.979                  | -0,4%             |
| 2019 | 35.294                  | 7,0%              |

## Características
- Latitude: 7º13'4
- Longitude: 48º14'25
- Piso: A
- Sinalização: S
- Pista com balizamento noturno.
- Farol rotativo.
- Distância do centro da cidade: 8 km.
- Locadora de carros Localiza
- Loja de vendas da Passaredo Linhas Aéreas
- Balcões de check-in
- Lanchonete à disposição somente no horário do voo diário
- Sanitários
- Ponto de Táxi e Ônibus Urbano
- Sala de embarque climatizada, esteira de restituição de bagagens no desembarque
- Aeroporto com suporte para jatos Boeing 737-300.
- Pista: 1802 m